# Тверь (галера)
«Тверь» — 13-баночная (26-вёсельная) галера, построенная на тверской верфи для путешествия по Волге, предпринятого Екатериной II в 1767 году.

## Построение и характеристики галеры
В 1766 году капитана 2-го ранга П. И. Пущина перевели из корабельного флота в галерный и отправили в Тверь, где ему было поручено руководить строительством на местной верфи галер для запланированного путешествия императрицы по приволжским городам.
Согласно записи в Журнале Адмиралтейств-коллегии от 6 августа 1766 года, ввиду болезни галерного мастера Озерова в Тверь был направлен подмастер Щепин, которому было поручено начать постройку крупнейшей 12-баночной галеры.
Как указывает В. Чепелев, судно должно было строиться по чертежу 12-баночной галеры, разработанному мастером Михаилом Озеровым и утверждённому Адмиралтейств коллегией 6 декабря 1765 года. Однако заменившим его мастером Михаилом Щепиным при постройке галеры были внесены изменения, выразившиеся в укорочении носовой и кормовой надстроек, а также добавлении ещё одной банки:134.
Вследствие этого существует расхождение между сохранившимися источниками о количестве банок (скамей для гребцов) у галеры «Тверь». Согласно чертежам, хранящимся в ЦВММ, галера «Тверь» имела тринадцать банок для гребцов на каждом борту, то есть должна была приводиться в движение 26-ю вёслами. В справочнике морского историка Ф. Ф. Веселаго галера «Тверь» указана как 12-баночная и, соответственно, 24-вёсельная, а на плане П. К. Шебальского 1877 года показана как 11-баночная и, соответственно, 22-вёсельная.
Судно было изготовлено из дерева: набор — из дуба, обшивка и палубный настил — из сосны, элементы декоративной отделки — из липы и берёзы. Все детали судна, по свидетельству очевидцев, носили следы тщательной обработки:136. Декор галеры «Тверь» работы неизвестных русских мастеров-резчиков состоял из деревянных фигур бога морей Нептуна, тритонов, наяд (русалок) и других мифических существ, олицетворяющих водную стихию, а также амуров (путти). Особенно пышно были украшены транец и боковые стороны кормовой надстройки:137.
Галера имела наибольшую длину 39 м, ширину 7,65 м (по постицам), высоту от киля до гакаборта 7 м, а в средней части перед надстройкой — 1,90 м. Нос увенчивал длинный шпирон (длиной 4 м, толщиной в начале 70 см, в конце — 25 см):136.
В носовой части судна, отделённой от надстройки банками для гребцов, располагались две небольшие рубки. В правой рубке размещался гальюн, а в левой — камбуз. На плоских крышах рубок были оборудованы места для установки небольших «салютных» пушек:137.
От носа к корме шёл продольный приподнятый проход-куршея, соединяющий обе части судна. От куршеи к
бортам располагались банки с подножками для гребцов. Под палубой в трюме, куда можно было попасть через три люка, находились невысокие помещения для гребцов и экипажа галеры. Для старших чинов здесь имелись небольшие выгородки-каюты и рундуки:137.
В кормовой надстройке насчитывалось до девяти отдельных помещений. Здесь были оборудованы небольшая каюта капитана и большие роскошно отделанные каюты путешествующих лиц; особым убранством отличались спальня и столовая. Внизу под кормовой надстройкой, в трюме, куда спускались по трапу, располагались каюты фрейлин и статс-дам, а также кладовые для припасов, всего десять помещений:137. У транца на палубе надстройки находились флагшток и гнездо для гакобортного (кормового) фонаря.
По окончании постройки галер П. И. Пущин производил испытание сооружённых судов посредством пробного плавания по Волге от Твери до Казани.
Согласно указу Адмиралтейств-коллегии от 2 мая 1767 года «за ревностное старание в построении для походу нашего по Волгe судов» капитан 2-го ранга П. И. Пущин был произведён во флотские капитаны 1-го ранга. Вознаграждение получили лейтенант Федот Мистров (годовое жалование), а также галерный мастер Щепин и мастер ластовых судов Каребников (по 30 рублей). Всем адмиралтейским мастеровым и нижним чинам, участвовавшим в построении судов, было выдано 1600 рублей.

## Путешествие Екатерины II на галере
Галера «Тверь» была флагманским судном гребной флотилии, специально обустроенным для постоянного пребывания знатных особ: императрицы Екатерины II и двух фрейлин, командира галерного флота графа И. Г. Чернышёва.
Сопровождать Государыню во время её путешествия в качестве командира «Твери» был назначен капитан 1-го ранга П. И. Пущин. Согласно «Ведомости судам, имевшим плавание по реке Волге во время путешествия Ея Императорскаго Величества в 1767 году» в состав экипажа «Твери» также входили: лейтенанты Егор Лаврин и Назар Логвинов; мичман Михайло Воейков; штурман прапорщичего ранга Савва Сахаров; артиллерии унтер-лейтенант Иван Иванов; нижние «чины флотские, артиллерийские, солдатские и адмиралтейские». Согласно табели, составленной П. И. Пущиным, всего в экипаже галеры состояли 1 штаб-офицер, 3 обер-офицера, 14 унтер-офицеров, 190 рядовых.
Кроме того, во время путешествия на галере императрицу посещали придворные вельможи (например, графы Григорий Григорьевич и Владимир Григорьевич Орловы:135, следовавшие на галере «Казань»), послы иностранных государств. Датский посланник в России барон Ахац Фердинанд фон дер Ассебург, отмечал:

…Нет недостатка ни в одном из тех удобств, которые можно было бы иметь только в столице. На галере ея величества, называемой «Тверь», находится полное помещение с комнатой в роде залы, где она свободно обедает с двенадцатью собеседниками.
«Волжский вояж» Екатерины II на галере «Тверь» длился со 2 (13) мая, когда в два часа дня произошло отправление в путь от пристани Императорского путевого дворца, по 5 (16) июня 1767 года, когда в половине десятого часа П. И. Пущин высадил венценосную путешественницу в Синбирске, пройдя, таким образом, по Волге 1410 вёрст. Общее время нахождения в пути, по оценке П. И. Пущина, заняло 32 суток и 6½ часов, из которых стояние на якоре составило 24 суток и 1 час, ход греблей — 6 суток и 6½ часов, ход под парусами — 1 сутки и 18½ часов.

## Сохранение галеры
В 1768 году судовая команда возвратилась в Санкт-Петербург, а галера «Тверь» вместе с другими судами была доставлена в Казанское адмиралтейство на сохранение.

Буде не можно безвредно до Петербурга довезти построенныя для нашего плавания по Волге суда, то повелеваем адмиралтейской коллегии оныя перевести до Казани, и тамо по своему разсуждению, или переделав употреблять для своих перевозок по Волге pеке, или вытаща в удобном месте на берег под сараем хранить.— Высочайший указ Адмиралтейств-коллегии от 16 января 1768 года.
В 1804 году из-за ветхости в Казанском адмиралтействе были разобраны галеры «Волга», «Ярославль» и «Казань», а «Тверь», согласно повелению императора Александра I — «хранить, не переменяя того вида, какой она имела во время Высочайшего путешествия…», стала считаться историческим памятником:135. Вначале памятник находился в ведении Казанского адмиралтейства, а после его упразднения в 1830 году — Морского министерства, затем — Министерства государственных имуществ. С начала 1860-х годов галера был отдана под надзор городской управе, построившей в 1888 году для хранения судна специальный деревянный павильон типа эллинга у Петрушкина разъезда на территории бывшего Артиллерийского склада (Журавлёвских казарм):6.
По свидетельству В. А. Бильбасова, на правом борте «Твери», близ параднаго трапа, была прибита дощечка с следующею надписью:

Галера «Тверь», на которой прибыла императрица Екатерина II из Твери в г. Казань в 1767 году.
Сохраняется по повелению императора Александра I.
В 1918 году членам Общества археологии, истории и этнографии при Казанском университете удалось спасти галеру «Тверь» от реальной угрозы её разборки на дрова. Общество взяло на себя её охрану, для чего были наняты два сторожа:84.
В конце 1918 года судно перешло в ведение музейного отдела Народного комиссариата просвещения РСФСР, а затем Татарского республиканского краеведческого музея (позднее — Государственный музей Татарской АССР). В 1925 году музейный отдел починил кровлю здания, завёл при нём специального сторожа и вновь после долгого перерыва открыл памятник для обозрения посетителей:10.
В 1954 году, несмотря на протесты музейных работников, республиканское управление культуры сняло охрану галеры — единственного в мире сохранившегося образца гребных судов:135. В октябре 1956 года вследствие детской шалости павильон, в котором хранилась галера «Тверь» и катер Павла I, был уничтожен пожаром:135.

## Память о галере
Макет галеры выставляется в Национальном музее Республики Татарстан.
К празднованию 1000-летия Казани в 2005 году на Петербургской улице Казани был установлен памятник галере.
Помимо этого, в рамках реализации Соглашения между администрацией г. Казани и администрацией г. Санкт-Петербурга «О проведении взаимных мероприятий, связанных с 1000-летием г. Казани и 300-летием Санкт-Петербурга» предусматривалось воссоздание галеры Екатерины II «Тверь». C этой целью Управлением торговли, общественного питания и потребительских услуг города Казани было подготовлено техническое задание на разработку документации технорабочего проекта самоходного плавучего ресторана, стилизованного под галеру «Тверь». Предполагаемая стоимость проекта составляла 800.000 долларов США, но он не был реализован.
В связи с планами создания тематического парка истории российского флота при реконструкции Адмиралтейской слободы Казани к её 300-летнему юбилею, высказываются предложения о сооружении полноразмерной копии-реплики галеры по сохранившимся чертежам.

## Образ галеры в геральдике
14 (25) мая 1767 года эскадра Екатерины II подплыла к Ипатьевскому монастырю и городу Кострома. Здесь царствующей особе 15 мая был оказан пышный приём со стороны восторженных костромичей. Узнав от них, что «как город сей, так и его уезд не имеют никакого герба», императрица отправила в тот же день письмо генерал-прокурору Сената А. А. Вяземскому: «Прикажите в Герольдии сделать городу и уезду костромской герб, коим намерена их пожаловать».
Исследователи сходятся во мнении, что специалисты Герольдмейстерской конторы решили изобразить в гербе галеру «Тверь».

…как Её Императорское Величество в нынешнем 1767 году во время Высочайшего своего, для утверждения благополучия нашего, от Твери до Казани по реке Волге на построенной нарочно для того галере, предпринятого путешествия, между прочими городами, по реке Волге лежащими, и город Кострому Высочайшего своего присутствия и посещения Всемилостливейше удостоить соизволила: того для, в память сего по реке Волге путешествия, и представляется в сем гербе, в голубом поле галера под Императорским штандартом, на гребле плывущая по реке, натуральными цветами в подошве щита изображенной.— Из Изъяснения на герб города Костромы.
Герб Костромы стал первым официально утверждённым городским гербом в России. С его принятием 24 октября 1767 года стартовал процесс массового пожалования гербов российским городам и административно-территориальным единицам.
29 марта (9 апреля) 1779 года были Высочайше утверждены гербы уездных городов Костромского наместничества (Буя, Кинешмы, Нерехты, Плёса, Солигалича и других), в описании которых указывалось, что в верхней части пересечённых щитов галера с герба Костромы изображается кормовой частью с фонарями и опущенными лестницами:

Въ I-й части щита, часть герба Костромскаго: въ голубомъ полѣ, корма галерная съ тремя фонарями и съ опущенными лѣстницами.
Сіе внесено и во всѣ гербы въ первую часть, принадлежащей Костромскому Намѣстничеству.— Описание вновь сделанным, по приказанию Сената, гербам.
Исторический герб Костромы с галерой также послужил основой для флага Костромы, повлиял на герб и флаг Костромской области.